# Frauenhofen (Markt Indersdorf)
Frauenhofen ist ein Gemeindeteil von Markt Indersdorf im oberbayerischen Landkreis Dachau.

## Geographie
Der Weiler Frauenhofen liegt circa zwei Kilometer südlich von Indersdorf und ist über die Staatsstraße 2050 zu erreichen. Die Gemarkung Frauenhofen liegt mit ihrem Gemarkungsteil 0 in Markt Indersdorf und mit Gemarkungsteil 1 in Weichs.

## Geschichte
Der Ort wurde 1260 als „Laushoven“ erstmals erwähnt. 1374 ist er als „Frawenhoffen de Babaria“ bezeugt. 1429 wird er als „Fraunhoven“ überliefert.
Im Zuge der Gebietsreform in Bayern wurde die mit dem Gemeindeedikt von 1818 begründete Gemeinde Frauenhofen aufgelöst und zum 1. April 1971 von deren 130 Einwohnern die insgesamt 90 Einwohner der Gemeindeteile Frauenhofen, Häusern und Straßbach in den Markt Indersdorf und die 40 Einwohner der Gemeindeteile Breitenwiesen, Daxberg und Zillhofen in die Gemeinde Weichs eingegliedert.